# Emilian (Nică)
Emilian, imię świeckie Vlad Nica (ur. 12 lutego 1972 w Berezeni) – duchowny Rumuńskiego Kościoła Prawosławnego, od 2017 biskup lovişteański (wikariusz archieparchii Aradu).

## Życiorys
Chirotonię biskupią otrzymał 14 listopada 2009. W latach 2009–2017 pełnił urząd biskupa pomocniczego eparchii Râmnic.